# Alec Broers
Alec Nigel Broers, Baron Broers, FRS FMedSci FREng (Calcutá, 17 de setembro de 1938) é um engenheiro eletricista britânico.

## Awards and honours
Foi eleito fellow da Royal Academy of Engineering em 1985.